# Віть Вітько
Віть Вітько, справжнє ім'я — Віктор Миколайович Могильний (нар. 29 квітня 1937 — 23 грудня 2018, Київ
) — український поет-шістдесятник, робітник заводу «Ленінська кузня».

## Життєпис
У 1960-1980-х роках родина Могильних була одна з небагатьох у Києві, де панував український дух. У їхній домівці на Чоколівці діяв неформальний літературний гурток.
У юності Віктор Могильний брав участь у літературній студії робітничих поетів «Брама» при Клубі творчої молоді.
22 травня 1967 був серед 4 схоплених кагебістами біля пам'ятника Тарасові Шевченку в Києві. Тоді Микола Плахотнюк закликав присутніх іти їх визволяти. Близько 600 шанувальників Шевченка рушили до ЦК КПУ і таки домоглися звільнення затриманих, скандуючи «Ганьба!».
1968 — Борис Антоненко-Давидович виступив у «Літературній Україні» зі статтею «Літера, за якою сумують» (про літеру Ґ). При цьому автор послався на статтю Віктора Могильного в «Літературній Україні» від 1 жовтня 1965 року «З приголосними клопіт». Заступник головного редактора Маргарита Малиновська, самовільно опублікувавши драстичну статтю, оголосила дискусію про доцільність повернення до української абетки забороненої літери. У наступному числі доктор філології Віталій Русанівський заявив: «Сумувати ні за чим», — і дискусію припинили.
Під час обшуку 31 березня 1980 в Олеся Шевченка вилучили вірш «Життєпис (Лякано мене…)». Йшлося про звинувачення автора в розповсюдженні цього «наклепницького, антирадянського документа». Тоді Олесь Шевченко сказав слідчому, що він викрав вірша: господаря не було вдома, а дружина прала. Йому сподобався вірш, що лежав на столі, то він сховав його в кишеню. Згодом на судовому засіданні у Львові в справі О. Шевченка та Степана Хмари Віктор Могильний вимагав з'ясувати йому, які ж саме рядки вірша і чим саме є «наклепницькими». Суддя звертався російською, то Могильний, ніби не розуміючи, запитував: «Прошу?» — і так кілька разів, поки не вимусив суддю заговорити українською.
Того ж 31 березня під час обшуку в самого Могильного вилучили 34 документи: самвидав, «Декларацію» та «Меморандум № 1» Української Гельсінкської Групи, книги, записники, щоденники, рукописи, листи, друкарську машинку.
21 лютого 1981 — за даними начальника Державного архіву СБУ О. Пшенникова, «за націоналістичні висловлювання і створення віршів ідейно-шкідливого змісту Могильний В. М. був профілактований 5-м Управлінням КДБ УРСР шляхом бесіди в приміщенні КДБ з винесенням офіційного застереження».
До 1988 Віктор Могильний був проскрибованим поетом, чиї твори в Україні не видавали.
Автор поетичних збірок для дітей «Равлик-муравлик» (1988) та «Гойда раз, гойда два».
1999 — під псевдонімом Вихтір Орклин видав самвидавну поетичну збірку «Csokolivka, csokolj meg! або Надкушене яблуко» (у перекладі з угорської «Чоколівко, поцілуй мене!»).
Разом із Вячеславом Анголенком видавав «Український філателістичний вісник», бо був одним із найкращих дослідників історії української пошти.

## Проживання
З 1939 по 1960-ті роки, Могильний жив на вул. Карпінського 10. Оскільки це був будинок садибного типу, то він підпав під знесення. Разом із цим будинком зник і «культурологічний клуб на Чоколівці», один із осередків шістдесятництва. Раз на тиждень тут, у неформальній атмосфері, збиралися молоді поети, які відвідували літературну студію при видавництві «Молодь». Серед таких Микола Холодний, Гриць Тименко, Євген Варда, Юрій Мурашов та інші. Гості читали вірші й дискутували в той час, як дружина господаря Аврелія Могильна несла варту біля будинку. У ході обговорень часто згадували про сусіда з вул. Уманської – літературного критика Івана Світличного. Гості долучалися до формування інтер’єру цього помешкання. На стінах рясніли написи-автографи, що їх залишали охочі. Микола Плахотнюк так описав атмосферу, що панувала в будинку: 
«Хата вся розмальована, козаки, мамаї, гопаки, написи, як ото в печері, де є наскельні написи. Той так написав, той таке намалював, але це була якась така аура, що мене зразу потягнуло до цих хлопців, до цього гурту».
Як згадував Олесь Шевченко, тут був один з небагатьох «островів незалежності» в зрусифікованому Києві, де українець міг комфортно почуватися.
1963 р. Могильних переселили в новобудову на Відрадному, де й народився Аттила Могильний – поет-вісімдесятник, співець «київських контурів» і Чоколівки серед них. 
Наприкінці 1990-х років вийшла самвидавна збірка Віктора Могильного «Csokolivka, csókolj meg! або Надкушене яблуко» (з угор. «Чоколівко, поцілуй мене!») під псевдонімом Вихтір Орклин.

## Родина
Дружина — Аврелія Могильна, угорка родом із Ужгорода, українська патріотка.
Діти: син Аттила (теж український поет), дочка Дзвінка.
Онуки: Богдан і Ярополк.